# تپه چای قبری
تپه چای قبری مربوط به دوره اشکانیان - دوره ساسانیان است و در شهرستان زنجان، بخش مرکزی، دهستان قلتوق، ۱/۴ کیلومتری جنوب شرقی روستای خاتون کندی واقع شده و این اثر در تاریخ ۱۸ اسفند ۱۳۸۷ با شمارهٔ ثبت ۲۵۳۲۷ به‌عنوان یکی از آثار ملی ایران به ثبت رسیده است.